# BK Höllviken
BK Höllviken, tidigare  Höllvikens GIF och BK Näset, är en fotbollsförening i Höllviken, Skåne.
Klubben antog i december 2011 namnet BK Höllviken, i samband med att ungdomssektionerna i idag nedlagda Höllvikens GIF och BK Näset slogs ihop.
Herrlagen delades upp i FC Höllviken (f.d. Höllvikens GIF) och BK Höllviken (f.d. BK Näset). Den ena klubben, FC Höllviken nådde sin högsta placering när de 2015 hamnade på sjunde plats i Division 1 Södra. Året därpå åkte laget ur serien och beslutade att dra sig ur Division 2 och finns därmed inte längre. Man har lämnat över stafettpinnen till forna BK Näset som fortsätter i Division 4 2017 under namnet BK Höllviken som man antog 2011.